# Stade Louis II
Das Stade Louis II ist ein Fußballstadion mit Leichtathletikanlage im Fürstentum Monaco. Es ist die Heimspielstätte des monegassischen Fußballvereins AS Monaco und Austragungsort des Diamond-League-Meetings Herculis. Benannt ist es nach Fürst Louis II. (1870–1949). Da das Fürstentum keine eigene Fußballliga hat, spielt die AS Monaco im französischen Liga-System mit.

## Geschichte
Das Stade Louis II ist ein reines Sitzplatzstadion mit 18.525 Plätzen im südlichen Stadtbezirk Fontvieille in Monaco und ist dicht in die umgebende Bebauung mit Wohnhäusern eingebunden. Der komplette Stadtteil Fontvieille wurde durch Landaufschüttung dem Mittelmeer abgetrotzt. Das Stadion wurde vom damaligen Fürsten Rainier III. in Auftrag gegeben und am 25. Januar 1985 eröffnet.
Das eigentliche Spielfeld liegt 8,50 Meter über Straßenhöhe und ist auf das viergeschossige Stadionparkhaus gebaut worden. Dort können bis zu 1.700 Autos abgestellt werden. Unter dem Spielfeld des Stadions befindet sich ein Sportkomplex mit der Mehrzweckhalle Salle Gaston Médecin, die Spielstätte der Basketballmannschaft der AS Monaco, sowie eine Schwimmhalle und Boutiquen. Die Architektur ist einzigartig, nicht nur dank der rundherum direkt anschließenden Wohnhäuser und dem daraus resultierenden, aus vielen Einzeldächern bestehenden Stadiondach, sondern auch aufgrund mehrerer großer, mit Bogen verbundenen Säulen hinter einem der Tore.

## Veranstaltungen
Neben den Ligaspielen der AS Monaco wurde zwischen 1998 und 2012 alljährlich Ende August der UEFA Super Cup im Stade Louis II ausgetragen. Bei diesem Spiel trafen die Sieger der UEFA Champions League und der UEFA Europa League der Vorsaison aufeinander.
Seit 1987 wird im Stadion das Leichtathletik-Meeting Herculis veranstaltet. Es gehört seit 2010 zur Diamond League. Von 2003 bis 2005 wurde im Louis II das IAAF-Leichtathletik-Weltfinale abgehalten.